# Krishan Mohan Lal
Krishan Mohan Lal es un diplomático, indio jubilado.
- En 1961 entró al Indian Foreign Service.
- De 1962 a 1965 fue empleado en Beirut.
- De 1965 a 1968 fue empleado en el Ministerio de Asuntos Exteriores (India).
- De 1968 a 1971 fue empleado en la Ciudad de Kuwait.
- De 1971 a 1974 fue empleado en la Alta Comisión en Ottawa.
- De 1974 a 1976 fue oficiao con tareas especiales en el Ministerio de Asuntos Exteriores (India).
- De noviembre de 1976 a abril de 1980 fue embajador residente en Doha (Catar).
- De abril de 1980 a 1982 fue embajador residente en Argel (Argelia).
- De 1982 a 1984 fue secretario de enlace en el Ministerio de Asuntos Exteriores (India).
- De 1984 a septiembre de 1988 fue Alto Comisionado en Lusaka (Zambia) con comisión en Gaborone y concurrente embajador nonresidente en Luanda (Angola).
- De septiembre de 1988 al 21 de marzo de 1992 fue embajador residente en Mogadiscio (Somalia).
- Del 21 de marzo de 1992 al 1995 fue embajador residente en Copenhague (Dinamarca).
- Del 11 de enero de 1999 a 2000 fue presidente de la Staff Selection Commission.[1]